# Postfinance
Postfinance (Eigenschreibweise PostFinance) ist eine Tochtergesellschaft der staatlichen Schweizerischen Post, welche im Privatkundengeschäft und Geschäftskundengeschäft tätig ist und als solches zu den grössten Schweizer Finanzinstituten gehört. Das Haupttätigkeitsgebiet liegt im nationalen und internationalen Zahlungsverkehr. Daneben bietet sie auch Produkte und Dienstleistungen in den Bereichen Sparen, Anlegen, Vorsorgen, Finanzieren und digitale Anlagen an. Seit Ende Juni 2013 ist Postfinance im Besitz einer Banklizenz und unter Aufsicht der Eidgenössischen Finanzmarktaufsicht (FINMA). 2015 wurde Postfinance von der Schweizerischen Nationalbank im Inland als systemrelevant eingestuft und muss besondere Regeln bei Eigenmitteln und Liquidität einhalten und einen Notfallplan vorlegen. Letztgenannten stuft die FINMA mit Stand vom 26. März 2024 als nicht umsetzbar ein.

## Geschichte
Postfinance führt seine Ursprünge auf das Jahr 1900 zurück, als in der Schweiz begonnen wurde, mit dem «Postcheck- und Girodienst» die Bargeldversorgung auch über das Poststellennetz ablaufen zu lassen. 1906 wurde zudem mit der Abwicklung von Zahlungsverkehr über das Poststellennetz angefangen. Dabei gab es zunächst kein eigenes Unternehmen für Zahlungs- und Bargeldverkehr, sondern die Aufgaben wurden von der Schweizerischen Post und nach dessen Gründung 1928 von dem übergeordneten Staatsbetrieb Post-, Telefon- und Telegrafenbetriebe (PTT) übernommen. Im Jahr 1971 kam es zur Einführung des Blauen Einzahlungsscheines mit Referenznummer durch die PTT, es folgten die Einführung des «Postomaten» für Bargeldbezug 1978 und die Einführung der «Postcard» für internationalen Zahlungsverkehr 1991.
Als die PTT Ende 1997 im Zuge einer Postreform aufgelöst wurden, entstand aus der ehemaligen Abteilung für Zahlungsverkehr die Post-Tochtergesellschaft Postfinance. In den Folgejahren erfuhr Postfinance ein starkes Wachstum. 2001 wurde Postfinance an das Inland-Zahlungssystem Swiss Interbank Clearing (SIC) der Banken angeschlossen. Aus der Weltfinanzkrise 2007–2008 ging Postfinance ohne Beeinträchtigungen hervor und konnte niedrige Zinsen anbieten, woraufhin sich der Kundenstamm erhöhte und sich das Kundenvermögen binnen weniger Jahre verdoppelte. Mit den zeitweiligen Negativzinsen in den 2010er-Jahren hatte Postfinance hingegen Probleme, da die Negativzinsen zu einem sinkenden Zinsertrag führten.
2008 erfolgte die Gründung der Postfinance AG, welche seit dem Erhalt der Banklizenz im Juni 2013 als eine privatrechtliche Aktiengesellschaft geführt wird. Postfinance war zuvor bis zum Juni 2013 ohne Banklizenz gewesen. Zugleich bedeutete der Erhalt der Banklizenz den 2017 endgültig erfolgten Wegfall der Staatsgarantie. Ebenfalls 2013 wurde der neue Hauptsitz an der Mingerstrasse 20 in Bern eingeweiht.
Die Staatsgarantie des Bundes wurde per Ende September 2017 endgültig aufgehoben. Diese Staatsgarantie war zuvor ein wesentlicher Grund für die Zunahme der Kundengelder gewesen – in den Jahren von 2012 bis 2017 hatten sich die Kundengelder von 50 Mrd. CHF auf über 100 Mrd. CHF verdoppelt.
Postfinance stellte über das Osterwochenende 2018 auf das Kernbankensystem der indischen Anbieterin Tata Consultancy Services um. Für Firmenkunden bedeutete die Umstellung eine Anpassung des Zahlungsverkehrs auf ein neues Datenformat für den Austausch von Zahlungsdaten nach dem Standard ISO 20022.
Am 20. Januar 2021 teilte der Bundesrat mit, er strebe die Privatisierung von Postfinance an, um ihr den Eintritt in den Kredit- und Hypothekarmarkt zu vereinfachen. Verschiedene Kommissionen verwarfen jedoch den Gesetzesentwurf des Bundesrates. Ständerat und Nationalrat gingen nicht auf die Vorlage ein, womit die Privatisierung vorderhand nicht stattfinden wird.

## Unternehmensstruktur
Die Postfinance AG gehört zu 100 % der Schweizerischen Post. Innerhalb des Post-Konzerns nimmt Postfinance eine wichtige Stellung ein und steuert einen wichtigen Beitrag zum gesamten Betriebsertrag der Post bei. Die Bilanzsumme lag per Ende 2023 bei circa 102 Milliarden CHF, der Nettogewinn (EBIT) für das Gesamtjahr 2023 bei circa 164 Millionen CHF. Postfinance betreute 2023 rund 2,5 Millionen Personen und wies einen Personalbestand von umgerechnet 3'340 Vollzeitstellen auf, die Gesamtzahl der Mitarbeitenden lag bei durchschnittlich 3'757 Personen.
Seit Ende Juni 2013 besitzt Postfinance eine Banklizenz und wird von der Eidgenössischen Finanzmarktaufsicht (FINMA) überwacht. Sie wurde zu diesem Zweck in eine privatrechtliche Aktiengesellschaft im Besitz der Schweizerischen Post überführt. Postfinance ist Mitglied des Swiss Payments Council.
Mit dem Ende der vorherigen Staatsgarantie gilt seit dem 1. Oktober 2017 bei Postfinance, wie bei anderen Banken, eine Einlagensicherung für Spargelder. Soweit das im Konkurs befindliche Institut über hinreichend liquide Mittel verfügt, werden die Einlagen bei in- und ausländischen Geschäftsstellen bis zum Maximalbetrag von 100'000 CHF pro Kundin oder Kunde umgehend ausbezahlt. Zudem gibt es die Garantie des Vereins Esisuisse, welcher bis zu einer Gesamtsumme von 6 Mrd. CHF für alle beteiligten Institute aufkommt.
Postfinance unterhält diverse Unternehmens- und Kooperationsbeteiligungen. So bestehen etwa Kooperationsbeteiligungen mit «Twint», an der Postfinance mit 26,666 % beteiligt ist, und «SIX Group». Im Jahr 2021 lancierte Postfinance im Joint Venture mit Swissquote die Neobank «Yuh».

### Leitung
Postfinance wird geleitet von einem Verwaltungsrat als oberstes Gremium sowie einer Geschäftsleitung, welche vom Verwaltungsrat gestellt wird und die Verantwortung für das operative Geschäft trägt. Sowohl Verwaltungsrat als auch Geschäftsleitung haben Stand 2024 jeweils sieben Mitglieder. Die Mitglieder des Verwaltungsrates sind Marcel Bührer (Präsident des Verwaltungsrats), Hans Lauber (Vizepräsident des Verwaltungsrats), Bernadette Koch, Alex Glanzmann, Beat Rütsche, Nicole Burth und Maria Teresa Vacalli (Stand Dezember 2024).
Seit dem 1. Juli 2024 ist Beat Röthlisberger, zuvor stellvertretender Geschäftsführer der Basellandschaftlichen Kantonalbank, der Vorsitzende der Geschäftsleitung von Postfinance.
Im Juni 2024 wurde bekannt, dass der bisherige Finanzchef Kurt Fuchs per Ende Mai 2025 als Finanzchef zurücktritt. Das Retail Banking wird seit März 2020 von Sandra Lienhart geleitet, womit sie auch Einsitz in der Geschäftsleitung nahm. Die weiteren Mitglieder der Geschäftsführung sind neben den bereits erwähnten Personen Stand Juli 2024 Benjamin Staeheli (Bereich «Payment Solutions»), Felicia Kölliker (Bereich «Governance, Risk, Compliance & Legal»), Ron Schneider (Bereich «Strategy & Transformation») und Markus Fuhrer (Bereich «IT & Operations»).
Bisherige Vorsitzende der Geschäftsleitung von Postfinance waren Urs W. Wepf (bis Ende 2002), Jürg Bucher (2003 bis Ende 2011), Hansruedi Köng (2012 bis Februar 2024), Kurt Fuchs (interimsmässig März bis Juni 2024) und Beat Röthlisberger (seit Juli 2024).

### Unternehmensdaten
|                                                       | 2003  | 2004  | 2005  | 2006  | 2007  | 2008  | 2009  | 2010  | 2011  | 2012  | 2013  | 2015  | 2016  | 2017  | 2018  | 2019  | 2020  | 2021  | 2022  | 2023  |
| ----------------------------------------------------- | ----- | ----- | ----- | ----- | ----- | ----- | ----- | ----- | ----- | ----- | ----- | ----- | ----- | ----- | ----- | ----- | ----- | ----- | ----- | ----- |
| Bilanzsumme (in Mrd. CHF)                             | 43,1  | 44,2  | 47,3  | 52,1  | 56,2  | 67,2  | 80,3  | 89,3  | 104   | 115   | 115   | 114,5 | 119,5 | 120,8 | 118,2 | 125,7 | 117,2 | 121,7 | 114,4 | 102,3 |
| Kundengelder/-vermögen (in Mrd. CHF)                  | 32,8  | 35,7  | 38,2  | 40,6  | 43,7  | 58    | 75    | 84    | 95    | 103   | 108   | 114,9 | 119,4 | 119,8 | 118,9 | 119,7 | 123,7 | 110,7 | 104,6 | 104,1 |
| davon in Depositen- und Anlageform (in Mrd. CHF)      | 7,6   | 9,7   | 11,2  | 13,1  | 14,7  | 17,7  | 23,9  | 29,3  | 33    | 37    | 38    | k. A. | k. A. | k. A. | k. A. | k. A. | k. A. | k. A. | 15,9  | 17,7  |
| Nettogewinn (EBIT, in Mio. CHF)                       | 243   | 278   | 312   | 246   | 318   | 229   | 441   | 571   | 591   | 625   | 719   | 575   | 575   | 543   | 229   | 246   | 129   | 223   | 190   | 164   |
| Personalbestand (Vollzeitstellen; Jahresdurchschnitt) | 2'148 | 2'246 | 2'390 | 2'526 | 2'709 | 2'889 | 3'042 | 3'265 | 3'425 | 3'473 | 3'432 | 3'571 | 3'599 | 3'474 | 3'325 | 3'243 | 3'260 | 3'237 | 3'250 | 3'340 |
| Anzahl Kundenkonten (in Tausend)                      | 2'746 | 2'879 | 3'008 | 3'154 | 3'335 | 3'646 | 3'881 | 4'079 | 4'211 | 4'520 | 4'628 | 4'835 | 4'845 | 4'809 | 4'503 | 4'401 | 4'286 | 4'037 | 3'918 | 3'877 |

### Rechtsgrundlage
Die rechtliche Grundlage für die Tätigkeit der Post und von Postfinance bilden das Schweizer Postgesetz, die Postverordnung und das Postorganisationsgesetz.
Die Grundversorgung mit Dienstleistungen des Zahlungsverkehrs muss im ganzen Land gewährleistet sein. Demnach müssen alle Bevölkerungsgruppen in allen Regionen in angemessener Weise Zugang zu Einzahlungen, Auszahlungen und Überweisungen haben. Das Bundesamt für Kommunikation (BAKOM) muss dafür sorgen, dass diese Grundversorgung erbracht wird. Zu diesem Zweck legt die Post dem BAKOM jährlich einen Bericht über die Erfüllung ihres Auftrags vor.

## Tätigkeitsbereiche

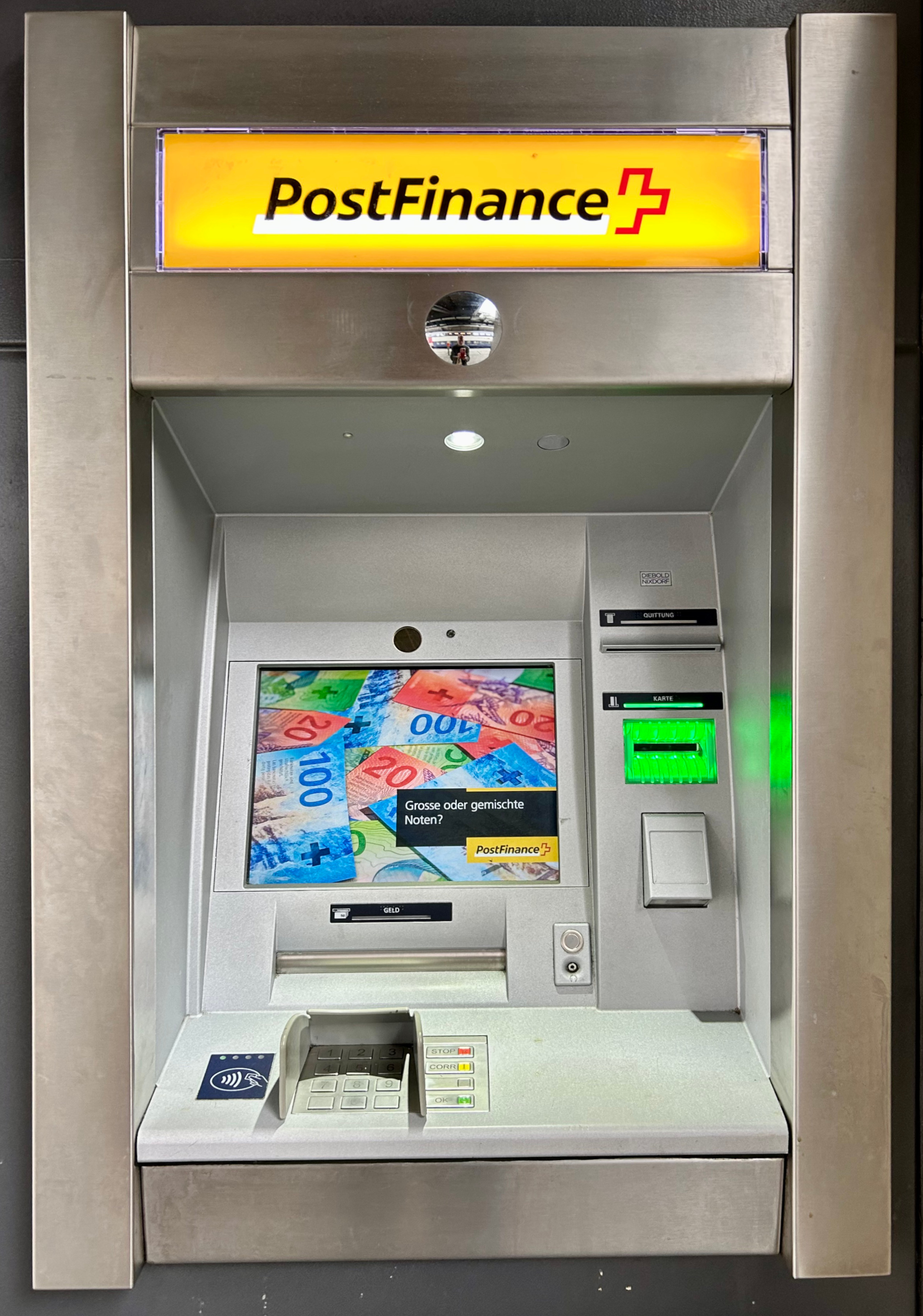
Postomat: Geldautomat der Postfinance, der nebst der Postfinance Card auch mit anderen Bankkarten funktioniert

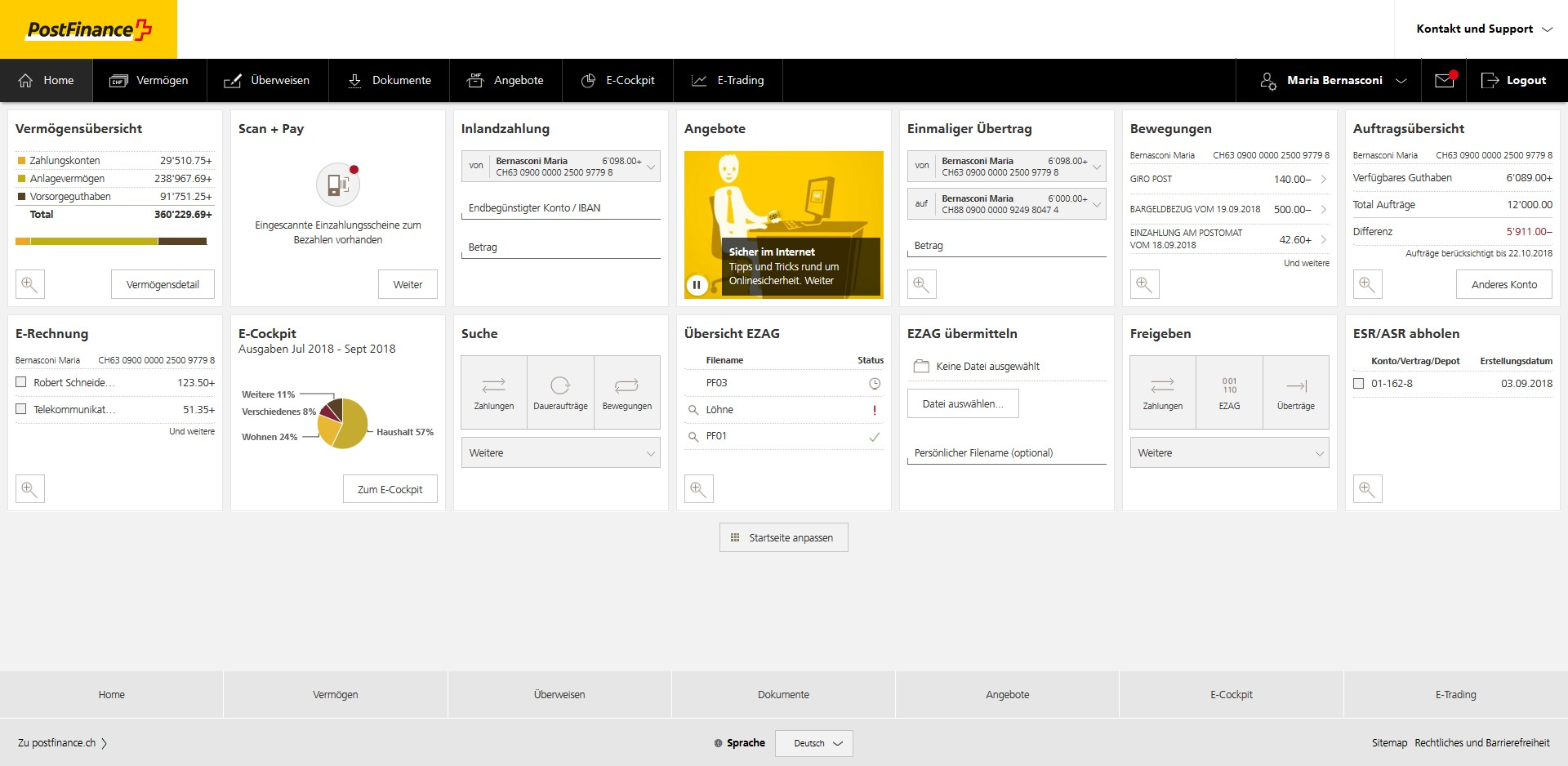
Benutzeroberfläche des Postfinance-eigenen Electronic Bankings E-Finance (Stand 2018)

Die Tätigkeitsgebiete liegen in den Bereichen Zahlungsverkehr, Sparen, Anlegen, Vorsorgen und Finanzieren. Postfinance ist mit einem Marktanteil von rund 60 Prozent die Marktführerin im schweizerischen Zahlungsverkehr und mit E-Finance, dem Online-Portal von Postfinance, welches 1998 unter dem Namen Yellownet eingeführt wurde, führend im Electronic Banking.

### Zahlungsverkehr
Das Kerngeschäft von Postfinance ist der nationale und internationale Zahlungsverkehr. Bereits 2011 liefen rund 900 Millionen Transaktionen pro Jahr über Postfinance.

### Sparen
Zum Bereich Sparen gehören das Privatkonto-Sortiment (seit Juli 2021 bestehend aus den Bankpaketen Smart und SmartPlus) und die verschiedenen damit verbundenen Dienstleistungen. Zwar hatte Postfinance Ende 2013 108 Mrd. CHF Kundengelder, doch davon waren nur 38 Mrd. CHF in Depositen- und Anlageform, während der weitaus grösste Teil in Form von Guthaben auf Privat- und Sparkonti lag.

### Anlage
Der Bereich Anlegen umfasst eigene Anlageprodukte und solche, die in Zusammenarbeit mit anderen Banken angeboten werden. Zu den eigenen Anlageprodukten gehören Kassenobligationen und Anlagestrategiefonds. Daneben bietet Postfinance auch Drittfonds von anderen Finanzinstituten an. Ebenso betreibt Postfinance in Zusammenarbeit mit Swissquote eine Onlineplattform für den Wertschriftenhandel (E-Trading) an. Swissquote ist für Postfinance als Tradingplattform tätig und wickelt die von ihren Kunden im E-Trading aufgegebenen Börsenaufträge ab. Basierend auf der Effektenhändlerbewilligung, die Postfinance zusammen mit der Bankenbewilligung erhalten hat, ist sie Kundenhändlerin und Depotstelle für ihre rund 60'000 E-Trading-Kunden. 2020 baute Postfinance ihr Angebot im Anlagebereich weiter aus und lancierte vier neue digitale Anlageprodukte. Im Februar 2024 begann Postfinance zudem, den Handel und die Verwahrung von Kryptowährungen anzubieten.

### Vorsorge und Versicherung
Im Bereich Vorsorgen bietet Postfinance ein Freizügigkeitskonto als 2. Säule, ein Vorsorgekonto im Rahmen der Säule 3a sowie in Zusammenarbeit mit AXA Winterthur Leben verschiedene Lebensversicherungs-Möglichkeiten an. Im Jahr 2022 kündigte Postfinance an, nur noch aktiv verwaltete 3a-Vorsorge-Fonds anzubieten. Für Kunden resultiert daraus eine Erhöhung der Gebühren.

### Finanzierung
Der Bereich Finanzieren ist das jüngste der vier Tätigkeitsgebiete von Postfinance. Seit Mai 2003 bietet Postfinance in Kooperation mit verschiedenen Partnern auch Hypotheken an. Da es ihr gemäss Postorganisationsgesetz untersagt ist, eigenständig Hypotheken und Kredite an Dritte zu vergeben, kooperiert Postfinance im Bereich Finanzieren mit der Münchener Hypothekenbank, der Valiant Bank und der Credit Exchange AG. Dabei werden die Kredite und Hypotheken nicht durch Postfinance selbst, sondern durch die drei Partner refinanziert, die diese auch in ihren Bilanzen führen und das Kreditrisiko tragen. Dafür bezahlt Postfinance ihren Partnern eine Risikoprämie oder eine Vertriebsprovision. Im Bereich Crowdlending ist Postfinance 2018, mit dem Tochterunternehmen Lendico, eine Partnerschaft mit der Cembra Money Bank eingegangen. Im Mai 2019 wurde Lendico an LEND veräussert, und Postfinance beteiligte sich im Gegenzug am Unternehmen.
Die Rechte an Valuu, eine im Jahr 2019 lancierte Hypothekenvermittlungsplattform, wurden 2023 an die Credit Exchange AG verkauft; diese verkaufte die Rechte wiederum 2024 an die Thurgauer Kantonalbank.
Im Mai 2021 gab das Unternehmen bekannt, in Kooperation mit Bob Finance den «Postfinance Privatkredit» anzubieten. Bob Finance ist eine Tochter des Handelsunternehmens Valora. Der Privatkredit wird ausschliesslich online an Privatpersonen mit festem Anstellungsverhältnis, Schweizer Wohnsitz und einem Konto bei einer Schweizer Bank vermittelt. Der Privatkredit ist für Beträge von 1'000 bis 80'000 CHF und mit einer maximalen Laufzeit von sieben Jahren verfügbar. Kunden zwischen 18 und 64 Jahren können den Kredit laut Mitteilung beantragen. Seit April 2022 wird die Postfinance Card nur noch in Kombination mit der Debit Mastercard herausgegeben. Im gleichen Jahr wurden die Geldeinzahlungsautomaten abgeschafft. Auch die klassischen Geldautomaten, welche ab 1978 unter dem Namen Postomat eingeführt wurden, wurden bereits reduziert. Betrieb Postfinance Ende 2019 noch 975 Geldautomaten, sank dieser Wert bis Ende September 2021 auf 892. Noch im Jahr 2003 gehörten allerdings nur 670 Postomaten zum Bestand der Postfinance.
Im August 2024 stieg die Postfinance als Aktionär bei der Hypothekenbörse Credit Exchange AG (CredEx) ein und erhielt dabei auch einen Sitz im Verwaltungsrat der Aktiengesellschaft. Zuvor waren Postfinance und die Credit Exchange AG bereits ab Anfang 2024 eine Vertriebs- und Abwicklungspartnerschaft eingegangen.

### Kundenservice
Im Bereich Kundenservice ist Postfinance mit Kundenberatern und einem Callcenter tätig. Im November 2017 lancierte Postfinance einen von ELCA Informatik entwickelten Chatbot in deutscher Sprache auf ihrer Website, die französische Sprache folgte im Oktober 2018. Die Hotline der Postfinance nutzt seit Dezember 2018 eine Sprecherauthentifizierung, um die Kunden zu erkennen. Diesbezüglich wurde Postfinance bei den Big Brother Awards 2019 mit einem Negativpreis ausgezeichnet.

## Kritik

### WikiLeaks-Affäre
Im Zusammenhang mit der Veröffentlichung von Depeschen US-amerikanischer Botschaften durch WikiLeaks schloss Postfinance am 6. Dezember 2010 ein Konto von Julian Assange mit der Begründung, er habe einen falschen Wohnort in der Schweiz angegeben und habe kein Domizil in der Schweiz, was für ausländische Kunden ausserhalb der angrenzenden Länder eine Voraussetzung für eine Geschäftsbeziehung sei. Daraufhin wurde die Website postfinance.ch durch einen Denial-of-Service-Angriff zeitweise im Rahmen der Operation Payback lahmgelegt. Von politischer Seite wurde Postfinance wegen Datenschutzbedenken kritisiert. Das Eidgenössische Departement für Umwelt, Verkehr, Energie und Kommunikation als Überwachungsbehörde der Post untersuchte, wie die Post über die Schliessung informierte, und kam zum Schluss, dass das Postgeheimnis nicht verletzt wurde.

### Geldwäscherei-Prozess / Freispruch
Im April 2011 wurde die Schweizerische Post wegen Geldwäscherei zu einer Busse von 250'000 CHF verurteilt. Das Gericht warf der Postfinance vor, im Jahr 2005 bei einer hohen Bargeldauszahlung von über 4,6 Millionen CHF an eine Anlagegesellschaft keine Abklärungen vorgenommen zu haben. Die Post habe damals über keine entsprechenden Reglemente verfügt, was ein Organisationsmangel gewesen sei. Das Gericht sah es als erwiesen an, dass das Geld unsauberer Herkunft war. Die Post bestritt, dass sie keine Reglemente habe, und ihre Mitarbeitenden seien richtig vorgegangen. Sie kündigte Berufung an. In zweiter Instanz kam es zu einem Freispruch, der vom Bundesgericht im Oktober 2016 bestätigt wurde. Das Bundesgericht hielt in seiner Bestätigung des Freispruchs fest, dass weder die Schalterangestellte noch der von ihr konsultierte Mitarbeiter aus der Compliance-Abteilung sich der Geldwäscherei schuldig gemacht hätten.

### Kundendaten
Im Februar 2023 wurde bekannt, dass Postfinance ihre Kunden zeitlich gestaffelt per Brief aufgefordert hatte, persönliche Daten wie ihren Beruf, den Bruttolohn und den Arbeitgeber anzugeben, und Kunden, die dies verweigern, die Kündigung ihres Kontos in Aussicht stellte. Nach einem Artikel in der Konsumentenschutz-Zeitschrift K-Tipp wäre eine solche Kündigung aber rechtlich unzulässig, da Postfinance aufgrund ihres Auftrags der Grundversorgung jeder in der Schweiz wohnhaften Person ein Zahlungskonto zur Verfügung stellen muss und es für das Vorgehen der Postfinance keine Grundlage in einem Gesetz oder einer Verordnung gebe. Während Postfinance das Geldwäschereigesetz als Grundlage für die angeforderten Daten nannte, zitierte der K-Tipp den Wirtschaftsrechtler Peter V. Kunz mit der Aussage, dass es keine Rechtsgrundlage dafür gebe, «ohne besonderen Anlass von Kunden den Namen des Arbeitgebers, den Beruf und den Lohn zu verlangen». Ende Februar reagierte Postfinance auf die Kritik an ihrem Vorgehen damit, diese Angaben neu nur noch auf freiwilliger Basis zu erbitten. Bernhard Kislig schrieb im Tages-Anzeiger, dass Postfinance den Interpretationsspielraum des Geldwäschereigesetzes genutzt habe.

## Sponsoring
Postfinance tritt regelmässig als Sponsor im Bereich Eishockey auf. Seit 2001 ist sie Sponsor der National League, der höchsten Schweizer Eishockey-Liga der Männer. Auch ist Postfinance seit der Saison 2022/23 Haupt- und Namensrechtpartner der Women’s League, der höchsten Frauen-Liga im Schweizer Eishockey. Die Liga ist daher auch unter dem Namen Postfinance Women’s League bekannt. Nach Postfinance ist auch PostFinance Top Scorer benannt, eine Auszeichnung für Eishockeyspieler, die während der Hauptrunde die meisten Scorerpunkte (also Tore und Assists) für ihre Mannschaft erzielen. Erreichte Scorer-Punkte sind dabei auch mit von Postfinance gesponserten Geldern für die Nachwuchsförderung der Eishockey-Clubs der Spieler verbunden.
Im Jahr 2007 wurde die BernArena, die grösste Eissporthalle der Schweiz, in PostFinance-Arena umbenannt. 2022 verlängerte Postfinance die Namensrechte an der Arena für weitere drei Jahre.
Unter dem Namen «Money Fit» bietet Postfinance Lernangebote an, die Kindern und Jugendlichen verschiedene Kompetenzen im Umgang mit Geld vermitteln sollen. 2023 führte Postfinance das Gesprächsformat «Real Talk» ein, in dem bekannte Personen über Geschlechtergerechtigkeit diskutieren.